# Nisides Myrtoou Pelagous: Falkonera,Velopoula, Ananes Kai Thalassia Zoni
Nisides Myrtoou Pelagous: Falkonera,Velopoula, Ananes Kai Thalassia Zoni este o arie protejată (arie de protecție specială avifaunistică — SPA) din Grecia întinsă pe o suprafață de 2.114,93 ha, integral pe uscat.

## Localizare
Centrul sitului Nisides Myrtoou Pelagous: Falkonera,Velopoula, Ananes Kai Thalassia Zoni este situat la coordonatele 36°55′09″N 23°27′35″E / 36.919238°N 23.4597°E.

## Înființare
Situl Nisides Myrtoou Pelagous: Falkonera,Velopoula, Ananes Kai Thalassia Zoni a fost declarat arie de protecție specială avifaunistică în octombrie 2001 pentru a proteja 13 specii de animale.

## Biodiversitate
Situată în ecoregiunile marină mediteraneană și mediteraneană, aria protejată nu include niciun habitat protejat.
La baza desemnării sitului se află mai multe specii protejate de  păsări (13): lăstunul mare (Apus apus), caprimulg (Caprimulgus europaeus), lăstun de casă (Delichon urbicum), Emberiza caesia, Falco eleonorae, șoim călător (Falco peregrinus), rândunică (Hirundo rustica), codobatura galbenă (Motacilla flava), grangur (Oriolus oriolus), vrabie negricioasă (Passer hispaniolensis), Phalacrocorax aristotelis desmarestii, turturică (Streptopelia turtur), Tachymarptis melba